# 33 Hydrae
33 Hydrae är en orange ljusstark jätte i Vattenormens stjärnbild.
33 Hydrae har visuell magnitud +5,55 och är synlig för blotta ögat vid god seeing. Den befinner sig på ett avstånd av ungefär 565 ljusår.